# Утрехтский университет
Утрехтский университет (нидерл. Universiteit Utrecht) — нидерландский университет в городе Утрехт, один из старейших в стране.
Образование осуществляется как на государственном нидерландском, так и на английском языке на самых популярных факультетах. Утрехтский университет традиционно специализируется в области права, различных гуманитарных и социальных наук. В последнее время получили развитие естественные и биомедицинские науки. Годовой бюджет университета в 2017 году составил 810 млн евро.

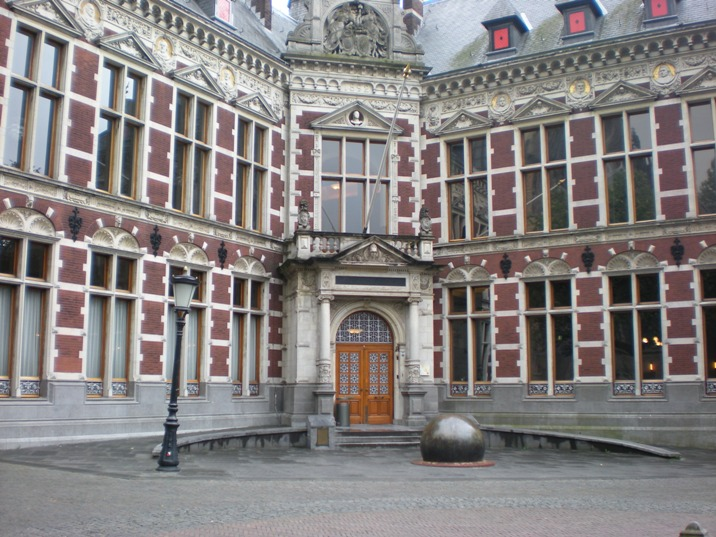
Академический корпус Утрехтского университета

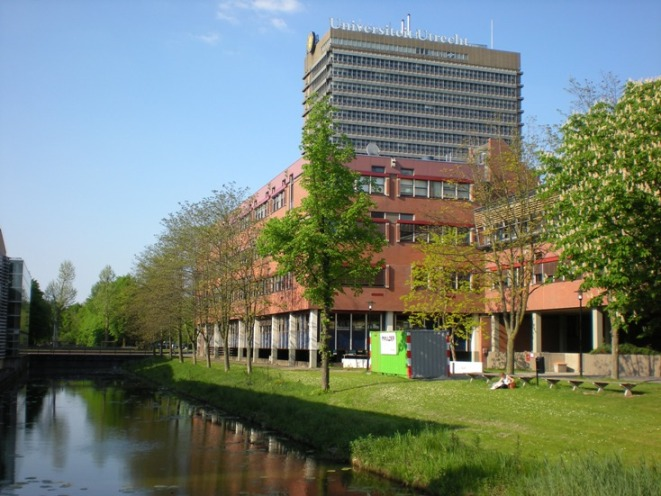
Современный кампус Утрехтского университета

## История университета
Основан 26 марта 1636 года в Соединённых провинциях. В 1817 году получил статус королевского университета, а с 1961 года превратился в общедоступный государственный университет. Число студентов постоянно возрастает: с 12,9 тыс. студентов в 1974/1975 учебном году до примерно 23 тыс. студентов в начале 1990-х годов, и до 30 тыс. по данным на 2015/2016 учебный год, из которых около 1,7 тыс. составляют международные студенты.

## Факультеты
- Факультет гуманитарных наук
  - Кафедра языков и искусства
  - Кафедра философии и религии
- Факультет общественных и поведенческих наук
- Факультет права, экономики и управления
- Факультет геонаук
  - Кафедра наук о Земле
  - Кафедра физической географии
  - Кафедра наук об окружающей среды и инновационных исследований
  - Кафедра градостроительства и социально-экономической географии
- Факультет медицины
- Факультет ветеринария
- Факультет естественных наук
  - Кафедра биологии
  - Кафедра химии
  - Кафедра информационных технологий
  - Кафедра фармацевтики
  - Кафедра математики
  - Кафедра физики и астрономии
- Школа экономики Утрехтского университета
- Школа права Утрехтского университета
- Школа управления Утрехтского университета

## Известные выпускники
- Бломберген, Николас, физик, лауреат Нобелевской премии
- Валь, Франс де, этолог
- Велтман, Мартинус, физик, лауреат Нобелевской премии
- Гийсберт ван Тийнховен, премьер-министр Нидерландов.
- Питер ван де Камп, астроном
- Каптейн, Якобус Корнелиус, астроном
- Кате, Ян-Якоб Лодевейк тен, священник и поэт
- Крамер, Итске — антрополог
- Купманс, Тьяллинг, экономист и математик, лауреат Нобелевской премии
- Малан, Даниэль Франсуа, священник и политический деятель
- Овермарс, Маркус Хендрик, специалист по компьютерным играм
- Пайс, Абрахам, физик-теоретик, историк науки
- ’т Хоофт, Герард, физик, лауреат Нобелевской премии
- Шантепи де ла Соссе, Пьер Даниэль, теолог, историк религии
- Эйнтховен, Виллем, физиолог, лауреат Нобелевской премии